# Calle de Bengoechea
La calle de Bengoechea es una vía pública de la ciudad española de San Sebastián.

## Descripción
La vía, que ostenta el título actual desde septiembre de 1866, discurre desde la calle de Oquendo hasta la plaza de Guipúzcoa. Honra con el nombre a Ambrosio de Bengoechea (1551-1625), arquitecto natural de la localidad guipuzcoana de Alquiza, autor de diversas obras a lo largo y ancho de la provincia, incluida la capital. Aparece descrita en Las calles de San Sebastián (1916) de Serapio Múgica Zufiria con las siguientes palabras:

Calle de Bengoechea.—Don Ambrosio de Bengoechea, fué arquitecto y escultor notable, hijo de esta ciudad. Las obras que se conocen de él, son el retablo de la iglesia de San Vicente, que trabajó en 1586 en unión de don Juan de Iriarte; el retablo de la iglesia de Cascante, que hizo después en unión de Pedro González; el sagrario de la parroquia de Rentería en 1617; el retablo de la iglesia del convento de San Francisco y el antiguo de Santa María de Tolosa, que desapareció en el incendio de 1781. Murió Bengoechea entre los años de 1623 y 1625.

Se impuso su nombre a la calle que lo lleva actualmente, por acuerdo de 12 de Septiembre de 1866.

Ambrosio de Bengoechea tuvo condiciones nada vulgares de artista, aunque su nombre no fuese popular. Por eso merece aplauso el acuerdo de dárselo a una de las calles de San Sebastián.
(Múgica Zufiria, 1916, p. 16)